# 알아흐카프
알 아프까프는 꾸란의 46번째 장이다. 
이것은 무카타앗(Muqattaʿat) 문자 하밈(Hā' Mīm)으로 시작하는 일곱 번째이자 마지막 장이다. 믿어진 계시(asbāb al-nuzūl)의 시기와 맥락적 배경에 관해서는 10절과 아마도 무슬림이 메디나에서 계시되었다고 믿는 몇 가지 다른 장을 제외하고는 후기 메카 장 중 하나이다.
이 장은 다양한 주제를 다룬다. 꾸란을 거부하는 사람들에 대해 경고하고 믿는 사람들을 안심시킨다. 그것은 무슬림들에게 부모에게 덕을 베풀도록 지시한다. 그것은 예언자 후드(Hud)와 그의 백성에게 닥친 형벌에 대해 말하고 있으며 무함마드에게 그의 이슬람 메시지를 전달하는 데 인내심을 갖도록 조언한다.
아이의 임신과 젖 떼기에 대해 말하는 15절의 구절은 일부 이슬람 법학자들이 이슬람법에서 태아 생존의 최소 임계값을 약 25주로 결정하는 근거가 되었다. 이 장의 이름은 후드가 "사구에서"(bī al-Ahqaf) 그의 백성에게 경고했다고 전해지는 21절에서 유래했다.

## 같이 보기
- 아라비아 사막

| 이 전 아드 두칸 | 수라 45 (아랍어 원문) | 다 음 무함마드 |
| 1 2 3 4 5 6 7 8 9 10 11 12 13 14 15 16 17 18 19 20 21 22 23 24 25 26 27 28 29 30 31 32 33 34 35 36 37 38 39 40 41 42 43 44 45 46 47 48 49 50 51 52 53 54 55 56 57 58 59 60 61 62 63 64 65 66 67 68 69 70 71 72 73 74 75 76 77 78 79 80 81 82 83 84 85 86 87 88 89 90 91 92 93 94 95 96 97 98 99 100 101 102 103 104 105 106 107 108 109 110 111 112 113 114 |                       |                |